# Darwinismo

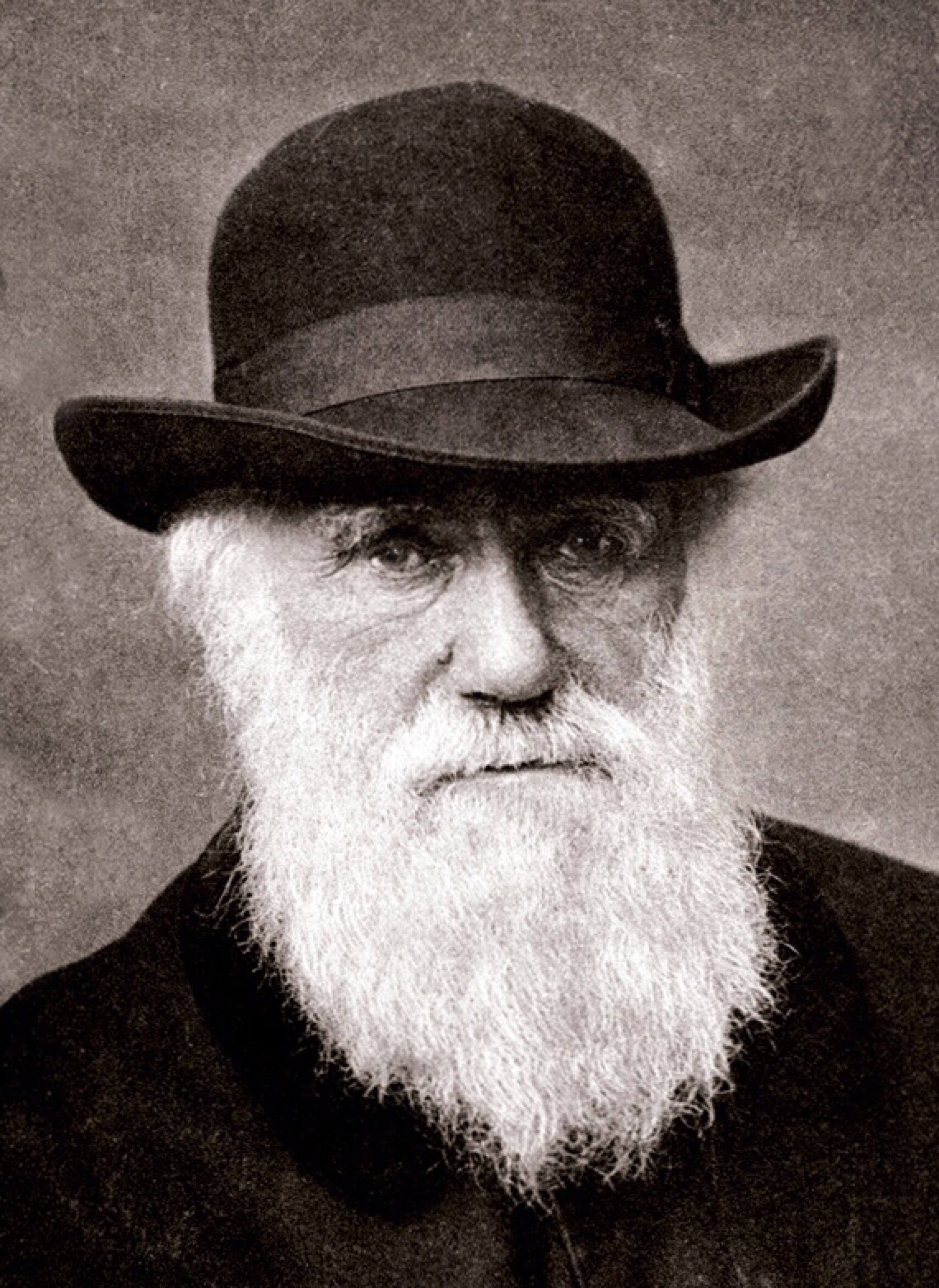
Charles Darwin en 1880, con 71 años (dos antes de su muerte). La repercusión de la teoría de la evolución por selección natural aparecida en 1859 con la publicación de El origen de las especies ya era una realidad que revolucionó numerosos campos de la ciencia.

El darwinismo es un término con el que se describen las ideas de Charles Darwin, especialmente en relación con la evolución biológica por selección natural.
El darwinismo no es sinónimo de evolucionismo, dado que este último es anterior a Charles Darwin: las teorías darwinistas son evolucionistas, pero su aportación clave es el concepto de selección natural considerado determinante para explicar la causa de la evolución y que en su posterior desarrollo, con numerosas aportaciones y correcciones, permitirá la formulación de la teoría de la evolución actual o síntesis evolutiva moderna. Por tanto es igualmente equivocado usar el término «darwinismo» para referir la actual teoría de la evolución, ya que esta no se reduce solo a las ideas postuladas por Charles Darwin.

## Historia del darwinismo

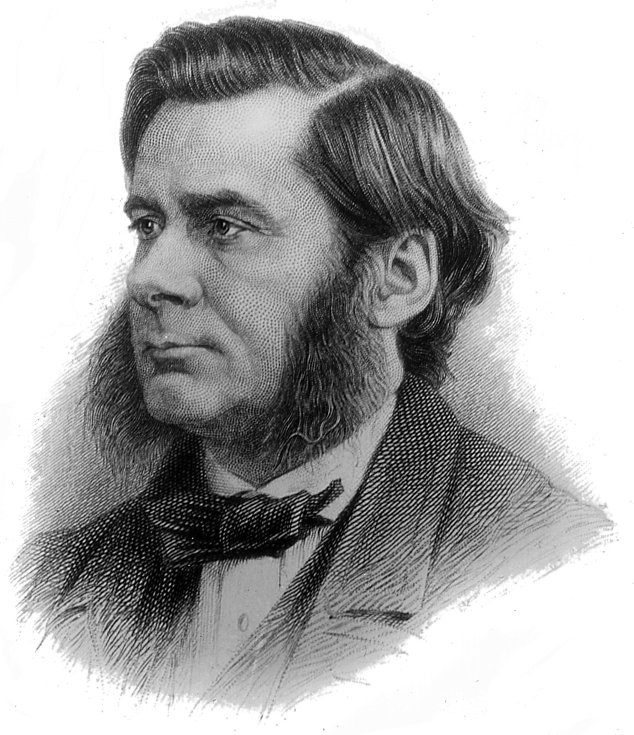
T. H. Huxley, el más importante polemista a favor del darwinismo durante la Era victoriana.

Para el biólogo evolutivo Ernst Mayr el término «darwinismo» tiene a lo largo de la historia y desde 1859 (año de publicación de la obra de Darwin El origen de las especies) al menos nueve usos diferentes. Al principio el darwinismo solo significaba anticreacionismo.
Si alguien explicaba el cambio evolutivo acudiendo a causas naturales y no divinas era tachado de «darwinista» (por ejemplo, Thomas Henry Huxley y Charles Lyell).
El uso del término variará conforme las diversas teorías y subteorías que contenían los postulados los cuales fueron poco a poco siendo aceptados, para después ser matizados, corregidos y completados hasta la formulación, en la década de 1940 a 1950, de la síntesis evolutiva moderna. Desde entonces puede decirse que el paradigma darwinista resiste frente a los ataques sufridos y el reduccionismo, su formulación básica está vigente y parece que puede durar: la evolución es el resultado de la variación genética y de su ordenamiento mediante la eliminación y la selección.

## Bases del darwinismo

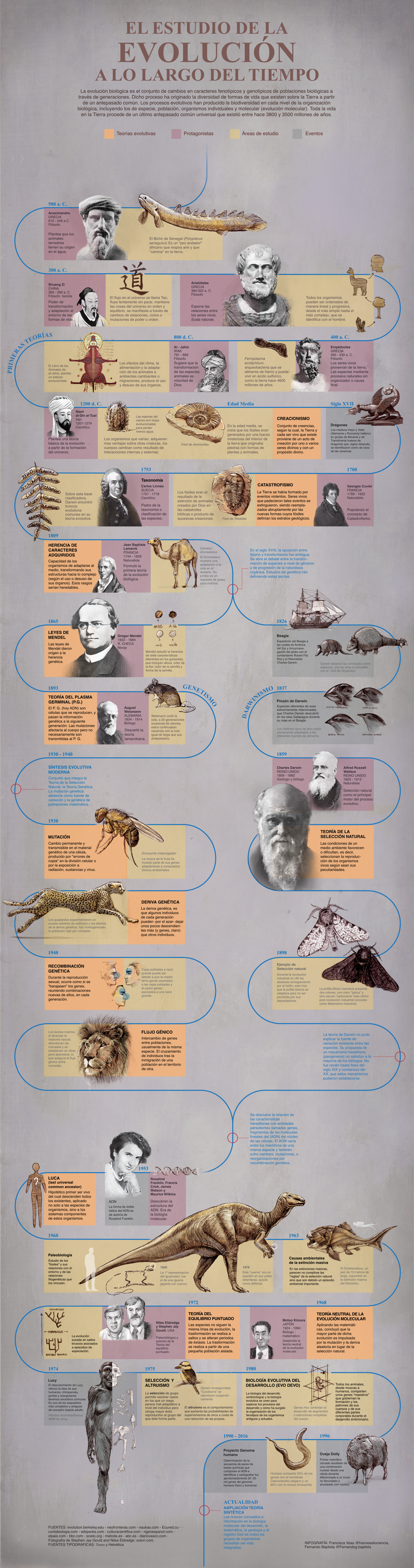
Infografía que resume la historia del pensamiento evolucionista.

Las concepciones evolucionistas de Darwin constituyen un complejo sistema teórico, un conjunto de teorías relacionadas, más que una teoría singular. El núcleo de esas concepciones sigue conservando toda su validez, a pesar de su natural insuficiencia y de algún error significativo, sobre todo en su explicación de la herencia a través de pangénesis. En el darwinismo hay tres ejes teóricos que explican distintos aspectos de la realidad biológica.
- El transformismo, que es la noción de que las especies van cambiando sus características a lo largo del tiempo de una manera fundamentalmente gradual. Lo que ahora designa el término evolucionismo fue señalado durante mucho tiempo, hasta bien entrado el siglo XX, como transformismo.
- La noción de que las especies se diversifican, por adaptación a ambientes o modos de vida diferenciados, ramificándose; el otro aspecto del mismo fenómeno es que todas las especies están emparentadas, aunque en grados distintos, y en último término todas las especies tienen su origen común en un remoto antepasado común único. De esta convicción deriva la de que es obligado intentar clasificar las especies por su parentesco (filogenia), criterio que debe pasar por encima de cualquier otro. Darwin desconfiaba de que este ideal fuera alcanzable, aunque el desarrollo reciente del análisis filogenético lo está aproximando.
- La adaptación al ambiente que motiva el cambio evolutivo, según había sido ya propuesto con anterioridad por otros autores, como Lamarck, debía tener su mecanismo en la selección natural, concebida como resultado de dos factores. Estos son, por un lado, la variabilidad natural hereditaria de los individuos de una especie y, por otro, la tasa diferencial de éxito reproductivo, dependiente también de la tasa de supervivencia, entre las distintas variantes genéticas presentes en la población.

## El materialismo implícito en la teoría de Darwin
La teoría propuesta por Darwin de la evolución de las especies por medio de la selección natural de las variaciones genéticas lleva implícita  una visión de los seres vivos que se puede clasificar como materialista.
El ser humano no ocupa ningún lugar privilegiado dentro del mundo vivo. Las causas finales no encuentran acomodo en el mecanicismo darwiniano. No hay lugar en la teoría evolutiva para la emergencia de una «mente» en el sentido dualista, pues la generación y evolución de los sistemas nerviosos son procesos estrictamente biológicos y, por ende, físicos.

## Influencias en la formulación de las teorías de Darwin
Las formulaciones que Darwin hace de sus teorías fueron influidas en un alto grado por un lenguaje aprendido de sociólogos o publicistas (politólogos), como Thomas Malthus y Herbert Spencer. Como el propio Alfred Russel Wallace reconoció, la lectura de Malthus fue decisiva para la formulación de la teoría de la selección natural. Las ideas malthusianas se conocían y discutían en los ambientes intelectuales de la época. Conceptos como competencia, lucha por la vida y sobrepoblación, que aparecen en Ensayo sobre el principio de la población de Thomas Malthus, sirvieron tanto a Alfred Russel Wallace como a Darwin para dar forma a sus teorías.

## El darwinismo social
En pleno auge de la teoría de la selección natural propuesta por Charles Darwin, y tras las controversias iniciales, el concepto de la selección natural y las relaciones interespecíficas fueron trasladadas a las relaciones sociales; sin embargo, no existe un método claro de aplicar el uno a las otras y, así, bajo el término peyorativo de "darwinismo social" se han calificado ideologías, muchas veces contrapuestas que, lo mismo podían defender el laissez faire que el socialismo de estado, el imperialismo o la eugenesia a escala local. Muchas de estas tendencias tienen poco que ver con las ideas de Darwin quien, ciertamente, defendió la eugenesia voluntaria en su libro "La herencia del hombre y la selección en relación con el sexo"; pero no por imposición.